# Estadio József Bozsik
El Estadio József Bozsik es un estadio de fútbol ubicado en la ciudad de Budapest, Hungría. El estadio fue inaugurado el 12 de febrero de 1913 y en él disputa sus partidos como local el club Honvéd Budapest. El estadio, tras ser completamente reconstruido entre 2019 y 2021 fue renombrado Bozsik Arena, posee una capacidad para 8.200 espectadores. Desde 1986 lleva el nombre del exjugador del club y de la Selección de fútbol de Hungría, József Bozsik.

## Historia
El estadio fue construido en 1913 y llamado en sus inicios Sárkány, lo que le convierte en uno de los más antiguos de Hungría. El 18 de noviembre de 1926, el distrito de Kispest (entonces era una ciudad) aprobó un presupuesto de 500 millones de florines para modernizar las instalaciones.
En 1935 hubo un incendio que destruyó las tribunas de madera del estadio y afectó a varios edificios cercanos. El presidente del club, József Molnár, decidió entonces construir un estadio más grande y más moderno. El nuevo complejo deportivo Kispest AC fue inaugurado el 2 de enero de 1938, con una capacidad de 8000 espectadores (de los cuales, 5000 contaban con asientos). El 12 de febrero de 1939 se inauguró el nuevo estadio de fútbol con una capacidad de 15 000 espectadores.

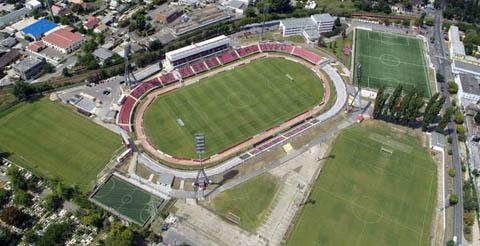
Vista aérea del antiguo estadio.

Tras la Segunda Guerra Mundial, en 1945, comenzaron las obras de reconstrucción del pueblo de Kispest y del estadio, que quedó dañado. Se construyeron en la zona campos de entrenamiento que llegaron hasta el cementerio. En 1955 el complejo fue reconstruido y ampliado, periodo en el que el equipo tuvo que jugar todos sus partidos como visitante.
El 20 de mayo de 1967 se utilizaron por primera vez los focos de iluminación artificial de reciente instalación en un partido amistoso contra el Szombathelyi Haladás. El estadio contaba en ese momento con una capacidad de 25 000 espectadores.
El 1 de octubre de 1986 se produjo una celebración antes del partido de Copa de Europa entre el Honvéd y el Brøndby con motivo de la nueva denominación del estadio, que pasó a llamarse Bozsik Stadion, el primer estadio de fútbol húngaro en honor a un exfutbolista de la selección, el mítico József Bozsik. Antes del encuentro, Lajos Tichy dijo unas palabras en nombre de los jugadores. También se instaló un sistema de calefacción bajo el terreno de juego que, a su vez, era más largo y ancho.
En 1990 se renovaron los vestuarios y baños y el viejo gimnasio fue convertida en un club vip. Tras la llegada del nuevo propietario del club, George Hemingway, se renovó por completo el estadio. La nueva capacidad del estadio es de 10 000 espectadores (seis mil sentados y cuatro mil de pie).